# Giovanni Battista Soria

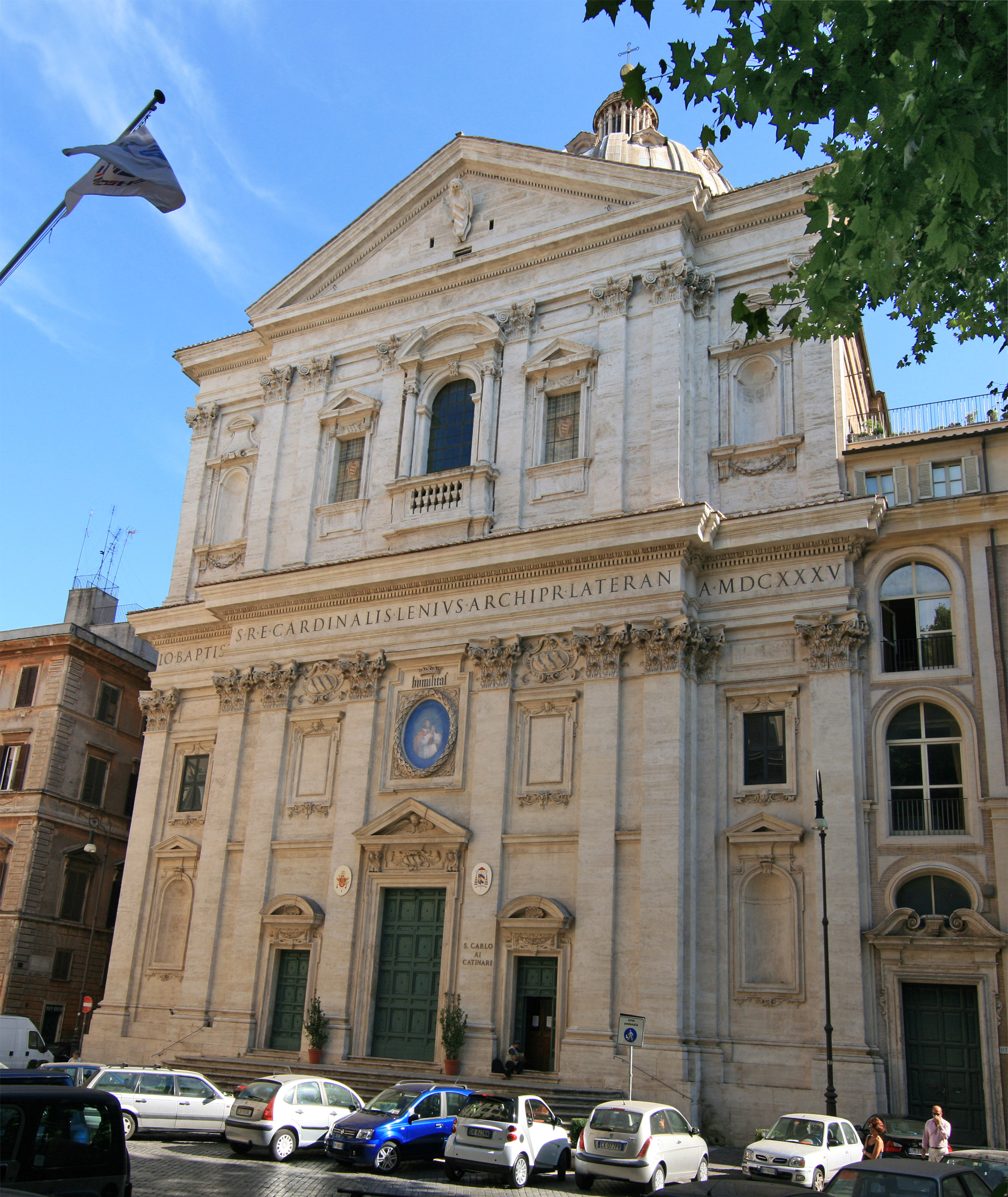
Fachada de San Carlo ai Catinari, em Roma, obra de Soria.

Giovanni Battista Soria (1581–22 de novembro de 1651 (70 anos)) foi um arquiteto barroco italiano do século XVII que viveu e trabalhou principalmente em Roma. 

## Vida
As fachadas de igrejas criadas por Soria foram influenciadas principalmente pelo estilo de Jacopo Barozzi da Vignola e Carlo Maderno.
É dele também a fonte (c. 1630) na entrada do jardim murado da Pontifícia Universidade de São Tomás de Aquino (Angelicum).

## Obras
- San Gregorio Magno al Celio
- San Carlo ai Catinari
- Santa Maria della Vittoria
- Descoberta do "Hermafrodita Borghese"
- San Crisogono
- Santa Caterina a Magnanapoli
- San Giuseppe dei Falegnami